# Нижнекузлинский сельсовет
Нижнекузлинский сельсовет — сельское поселение в Пономарёвском районе Оренбургской области Российской Федерации.
Административный центр — село Нижние Кузлы.

## История
9 марта 2005 года в соответствии с законом Оренбургской области № 1909/346-III-ОЗ образовано сельское поселение Нижнекузлинский сельсовет, установлены границы муниципального образования.

## Население
| 2010 | 2012 | 2013 | 2014 | 2015 | 2016 | 2017 |
| ---- | ---- | ---- | ---- | ---- | ---- | ---- |
| 494  | ↘474 | ↘457 | ↘447 | ↘425 | ↘417 | ↘386 |
| 2018 | 2019 | 2020 | 2021 |      |      |      |
| ↘373 | ↘365 | ↘353 | ↘334 |      |      |      |

## Состав сельского поселения
| № | Населённый пункт | Тип населённого пункта       | Население |
| - | ---------------- | ---------------------------- | --------- |
| 1 | Верхние Кузлы    | село                         | 192       |
| 2 | Владимировка     | посёлок                      | 9         |
| 3 | Нижние Кузлы     | село, административный центр | 293       |